# Tirukalukundram
Tirukalukundram es una ciudad y nagar Panchayat situada en el distrito de Chengalpattu en el estado de Tamil Nadu (India). Su población es de 29391 habitantes (2011). Se encuentra a 60 km de Chennai y a 52 km de Kanchipuram. 

## Demografía
Según el censo de 2011 la población de Tirukalukundram era de 29391 habitantes, de los cuales 14565 eran hombres y 14826 eran mujeres. Tirukalukundram tiene una tasa media de alfabetización del 85,34%, superior a la media estatal del 80,09%: la alfabetización masculina es del 91,74%, y la alfabetización femenina del 79,06%.